# Capitalism Lab
Capitalism Lab es una expansión del juego Capitalism II. Fue creado por Enlight el 2013.

## Jugabilidad
El juego consiste en crear una empresa para competir con los demás jugadores virtuales, para alcanzar las metas propuestas por el jugador. 
Mientras más metas son propuestas y cumplidas al terminar el juego, más puntos se ganan, y estos puntos se van al hall of fame, donde quedan registrados los puntos de los juegos pasados.
- Datos: Q25406469